# Myodopsylla wolffsohni
Myodopsylla wolffsohni är en loppart som först beskrevs av Rothschild 1903.  Myodopsylla wolffsohni ingår i släktet Myodopsylla och familjen fladdermusloppor.

## Underarter
Arten delas in i följande underarter:
- M. w. wolffsohni
- M. w. salvasis